# Буркут
Бу́ркут — поселення в Україні, у Зеленській сільській громаді Верховинського району Івано-Франківської області. З 2008 р. в селі немає жителів. На захід від присілку розташований українсько-румунський кордон.

## Географія
У поселенні струмок Прилучний впадає у річку Чорний Черемош.
На північному заході від присілка струмок Рабенець впадає у Чорний Черемош, а на півдні струмок Плаєк.

## Історія
12 червня 2020 року, відповідно до Розпорядження Кабінету Міністрів України  № 714-р «Про визначення адміністративних центрів та затвердження територій територіальних громад Івано-Франківської області», увійшло до складу Зеленської сільської громади.
19 липня 2020 року, в результаті адміністративно-територіальної реформи та ліквідації Верховинського району, село увійшло до складу новоутвореного Верховинського району.

## Пам'ятки

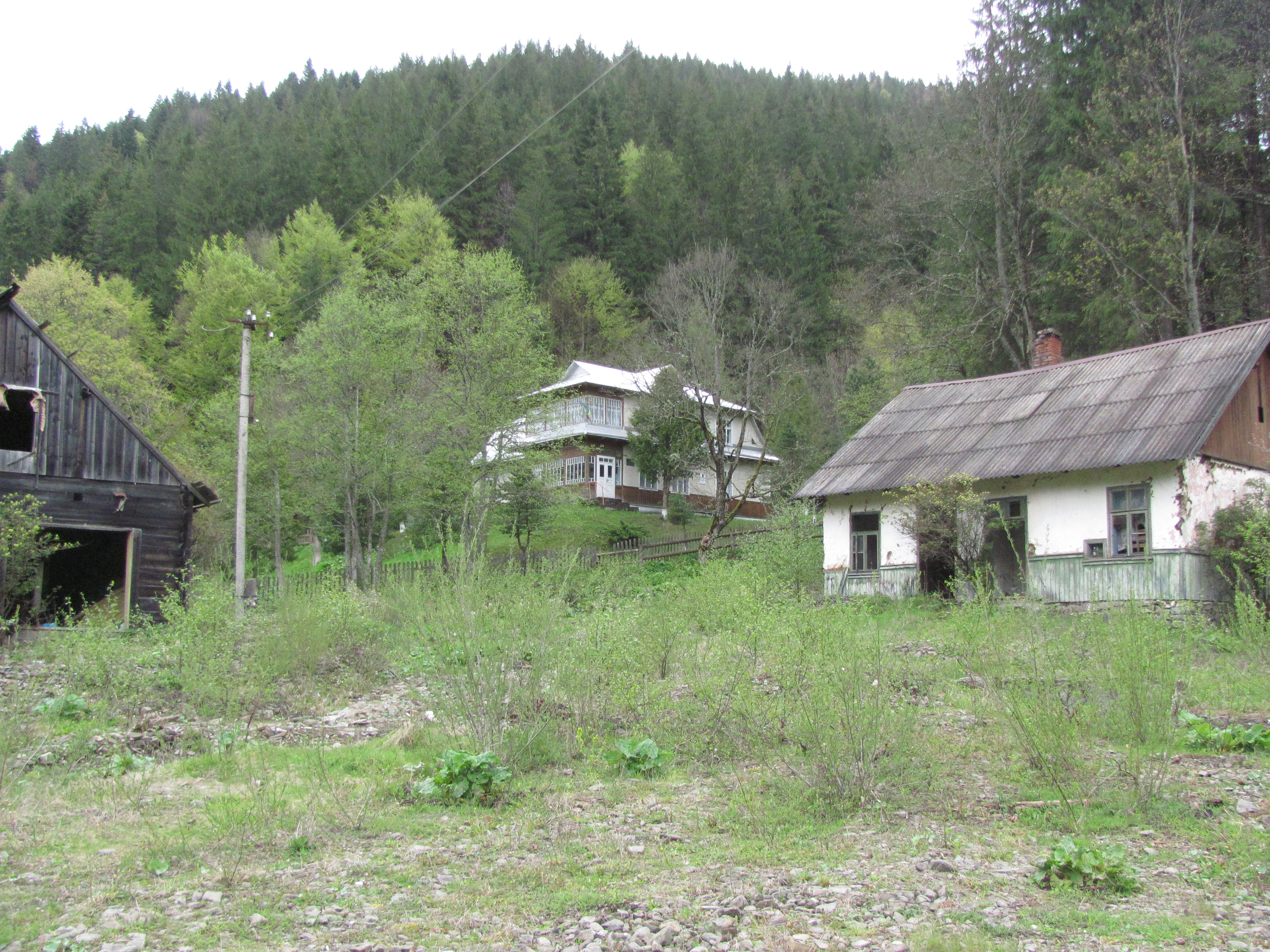
Будинок з меморіальною дошкою, де проживала Леся Українка

- На південний схід від поселення розташована гідрологічна пам'ятка природи — «Болото Висяче».
- Неподалік від поселення — ботанічна пам'ятка природи «Редискул».
- Поселення відоме джерелом з мінеральною водою типу «Єсентукі», «Боржомі», яка називається «Буркут», що означає кисла, винна вода. Саме від неї походить назва поселення. Влітку в 1901 році у Буркуті проживала Леся Українка, яка 40 днів лікувалась цією водою[5][6]. Тут вона написала цілий цикл поезій. Двічі Лесю Українку тут відвідував Іван Франко, який пригощав її власноруч зловленою фореллю.
- Меморіальна дошка Марійці Підгірянці[7].

## Населення
Згідно з переписом УРСР 1989 року чисельність наявного населення присілку становила 81 особа, з яких 58 чоловіків та 23 жінки.
За переписом населення України 2001 року в поселенні мешкало 10 осіб. 100 % населення вказало своєю рідною мовою українську.